# 溶結凝灰岩

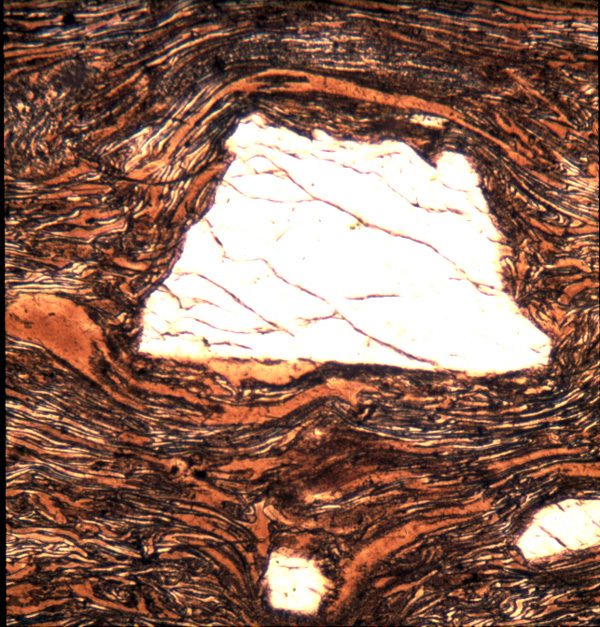
溶結凝灰岩の断面顕微鏡写真

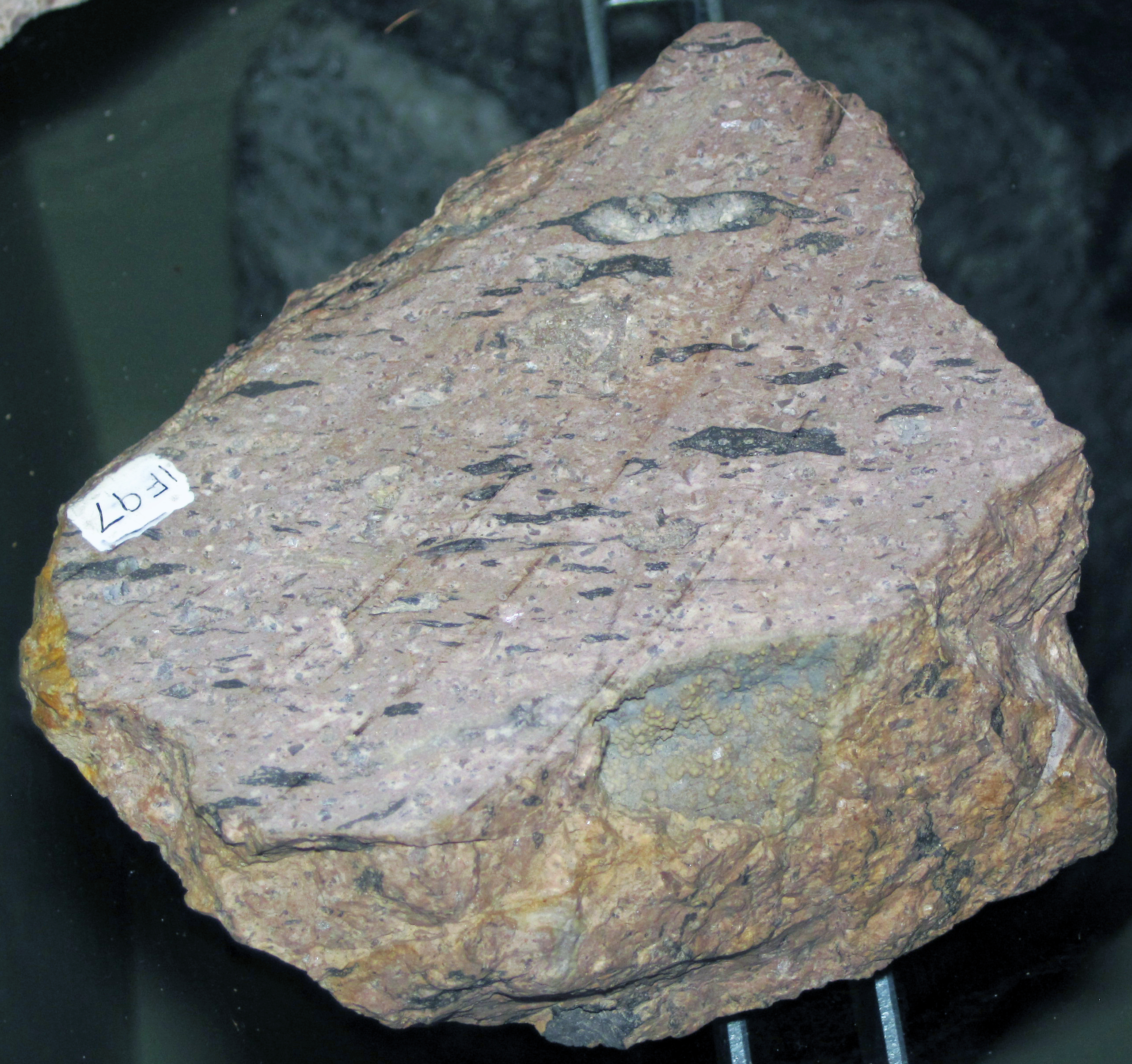
縞状のユータキシティック構造が見える溶結凝灰岩

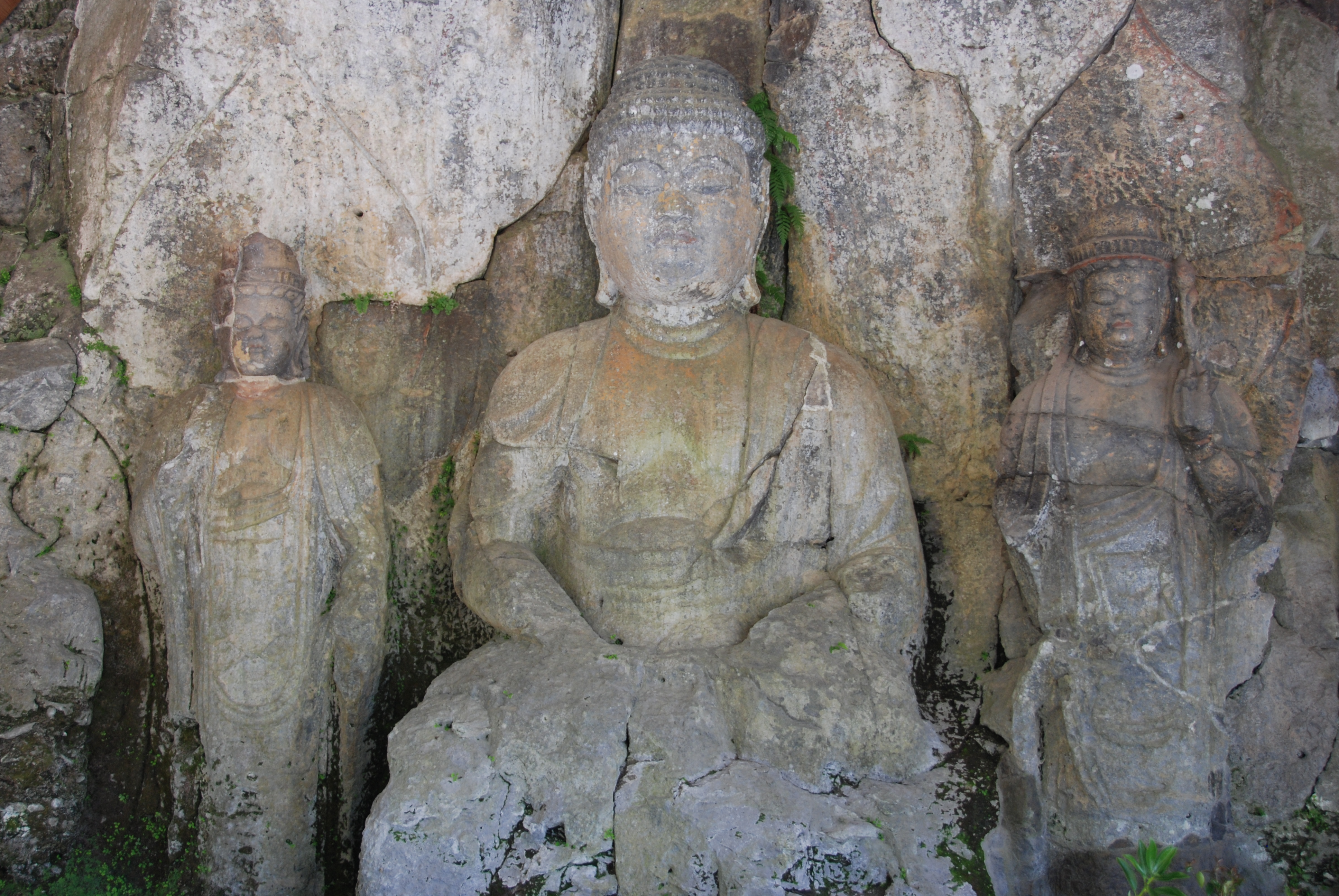
阿蘇(Aso-4)溶結凝灰岩に彫られた臼杵磨崖仏（大分県臼杵市、国宝指定）

溶結凝灰岩（ようけつぎょうかいがん、英: welded tuff）は、火山の噴火によって空中に放出された噴出物が地上に降下した後に、噴出物自身が持つ熱と重量によってその一部が溶融し圧縮されてできた凝灰岩の一種。溶結した岩石が主に軽石からなるものはイグニンブライト（英: ignimbrite）と呼ばれる。
同音異字で「熔」の字を使い「熔結凝灰岩」と書く場合もあるが、同意である。

## 形成過程
カルデラ噴火などの大規模噴火によって火砕流が発生すると、噴出物が高温を保ったまま火山の周囲に広がり堆積する。堆積物が一定以上の温度を保持している場合、成分の一部が溶融し堆積物自身の重量によって圧縮され堆積物に含まれる気孔が減少し密度が高くなる。このような過程は溶結（welding）と呼ばれ、溶結によって形成された岩石を溶結凝灰岩と呼ぶ。溶結にはおおむね600°C以上の温度が必要であり、噴出物が火口から高く吹き上がると冷却されるため溶結が起こりにくくなる。火砕流によらない降下軽石層においても、ごくまれに溶結が起こることがある。
堆積層の上部および下部は冷却が進み溶結しないため、溶結部の上下に非溶結部を持つ3層構造となり、溶結層の下部ほど強く圧縮され溶結が進み密度が高くなる傾向がある。噴出物に含まれる比較的大きな軽石なども圧縮されて変形し扁平なレンズ状の黒曜石となり、断面において縞模様が観察される（右写真）。気孔の減少に伴ってガスが発生し、これが地表に抜けるためのガスチャネルパイプと呼ばれる噴気孔が堆積層の上部に形成される。
堆積物が冷却される際に体積が減少することから地表面に亀甲状の割れ目ができ、これが地中に及ぶと柱状節理と呼ばれる柱状の構造になる。溶結凝灰岩の柱状節理は一般に直径数10cmから2m程度の多角形柱の集合体から成っている。

## 研究史
1930年代以前は灰石または泥溶岩と呼ばれ、溶岩の一種と考えられていた。その後、次第に研究が進み火山噴出物の再溶融によって形成されたことがわかり、1950年代頃から溶結凝灰岩と呼ばれるようになった。

## 地形
非溶結の火砕流堆積物は浸食されやすく、強溶結の火砕流堆積物は侵食されにくくなるため、しばしば深い谷や滝など特徴的な地形を形成する。代表的な例を以下に挙げる。（）に溶結凝灰岩を形成した噴出物および火山を示す。

### 北海道地方
- 層雲峡（大雪御鉢平火砕流、大雪山、約3.4万年前）
- 苔の洞門（樽前山、1739年噴火）
- 樽前ガロー（樽前山、1667年噴火）
- 社台滝、札幌軟石（支笏火砕流、支笏カルデラ、約4.4万年前）

### 関東地方
- 吹割の滝（吹割溶結凝灰岩、約900万年前）

### 中部地方
- 中山七里（濃飛流紋岩、約8,000万年前）
- 佐久石（志賀溶結凝灰岩、荒船山火山由来、約300万年前）

### 九州地方
- 深耶馬渓（耶馬渓火砕流、猪牟田カルデラ、約100万年前）
- 由布川峡谷（由布川火砕流、倉木山、約60万年前）
- 山都町、矢部四十八滝の一部（Aso-4火砕流、阿蘇カルデラ、約9万年前）
- 山都町譲原・鷹滝の甌穴群（Aso-4火砕流）
- 菊池渓谷、蘇陽峡、高千穂峡、沈堕の滝、原尻の滝、下城滝、五老ヶ滝（Aso-4火砕流）
- 観音滝、曽木の滝（加久藤火砕流、加久藤カルデラ、約33万年前）
- 赤池渓谷、大鳥峡、関之尾滝、犬飼滝（入戸火砕流、姶良カルデラ、約3万年前）
- 花瀬（阿多火砕流、阿多カルデラ、約11万年前）